# 염광중학교
염광중학교(鹽光中學校)는 대한민국 서울특별시 노원구 월계동에 있는 사립 중학교이다.

## 학교 연혁
- 1965년 12월 29일 : 학교법인 염광학원 설립인가(이사장 김정렬)
- 1966년 2월 20일 : 염광중학교 9학급 설립인가 (초대 교장 홍미현 선생)
- 1968년 3월 10일 : 초대 이사장에 홍인옥 선생
- 1969년 1월 20일 : 제1회 졸업 (누적 199명)
- 1971년 10월 1일 : 신관 5층 3개 교실 및 별관 5개 특별교실 준공, 도서관 400석 설치
- 1978년 2월 28일 : 성북구 장위동에서 노원구 월계동 820번지로 이전
- 1979년 7월 20일 : 야외 음악당 준공 (12,000명 수용)
- 1982년 3월 1일 : 염광중학교를 염광여자중학교로 교명 변경
- 1992년 2월 1일 : 염광생활교육원 개원 (경기도 양평군 소재)
- 2003년 3월 2일 : 염광여자중학교를 염광중학교로 교명 변경
- 2022년 9월 1일 : 제13대 교장에 박희연 선생 취임
- 2023년 1월 5일 : 제55회 졸업(누적 26,785명)
- 2026년 2월 20일  : 개교 60주년

## 참고 자료
- 염광중학교 - 한국교육학술정보원 학교알리미